# Lukovac (čer)
Lukovac je majhen nenaseljen otoček v Jadranskem morju. Pripada Hrvaški.
Otoček, na katerem je svetilnik, leži okoli 6 km južno od Hvara in 6 km zahodno od Ščedra. Površina otočka meri 0,017 km². Dolžina obalnega pasu znaša 0,37 km. Najvišja točka na otočku je visoka 5 m.
Iz pomorske karte je razvidno, da svetilnik oddaja svetlobni signal R Bl 3s. Nazivni domet svetilnika je 5 milj.